# الكوللكا
الكوللكا هي كلمة -بلغة الكيشوا وهم السُكان الأصليون لأمريكا اللاتينية- تعني الإيداع أو المخزن. وقد كانت عبارة عن مباني للتخزين على طول الطرق وبالقرب من المدن والمراكز السياسية للإمبراطورية الإنكا.

إمبراطورية الإنكا و الطرق التى تمر بها

«و على إتساع إستثنائي لم يسبق له مثيل في العالم ما قبل التاريخ» قام شعب الإنكا بتخزين المواد الغذائية التي يمكن توزيعها على جيوشهم، المسؤولين، العمال المجندين، وفي أوقات الحاجة  يتم توزيعها على السكان. لم يكن شعب الإنكا على يقين من إمكانية الزراعة  في المرتفعات والتي شملت معظم إمبراطورية الإنكا لذا كانت هذه إحدى العوامل التي حفزتهم على  بناء أعداد كبيرة من الكوللكا.

## الخلفية
واجهت حضارات الأنديز ما قبل الكولومبية، والتي كانت إمبراطورية الإنكا هي آخرها، تحديات كبيرة في سبيل إطعام الملايين من رعاياهم. كان قلب الإمبراطورية ومعظم أراضيها الصالحة للزراعة على ارتفاعات تتراوح بين 3000 متر (9800 قدم) إلى أكثر من 4000 متر (13000 قدم) وكانت الأراضي تتعرض للصقيع والبرد والجفاف. لذا كان من الصعب زراعة المحاصيل الاستوائية في مواسم النمو القصيرة، كما كان من الصعب عليهم زراعة محصول أساسي كالذرة فوق ارتفاع 3200 متر (10500 قدم). قام الناس في المرتفعات بزراعة البطاطس، الكينوا وعدد قليل من المحاصيل الجذرية وأشباه الحبوب. كما قاموا بتربية اللاما والألبات من أجل اللحوم والصوف. كانت مرافق التخزين ضرورية لأن الأنكا لم يكن بها أنهار تصلح للملاحة، أو وسائل للنقل أو حيوانات كبيرة الحجم، على الرغم من أن اللاما كانت قادرة على نقل كميات كبيرة من السلع الضخمة. كما لم يكن لدى الإنكا نظام نقدي أو مالي أو تجاري متطور بشكل جيد لتسهيل التجارة. لذا تم تخزين المواد الغذائية وغيرها من الأشياء بالقرب من مكان إنتاجها وتوزيعها من قبل الدولة عند الضرورة. ولقد استجاب شعب الإنكا لتحديات بيئتهم بشكل جيد جداً ومنظم للغاية، حيث أنهم قاموا بتخزين المواد الغذائية وغيرها خلال سنوات الحصاد الجيدة ليتم توزيعها عند الحاجة.

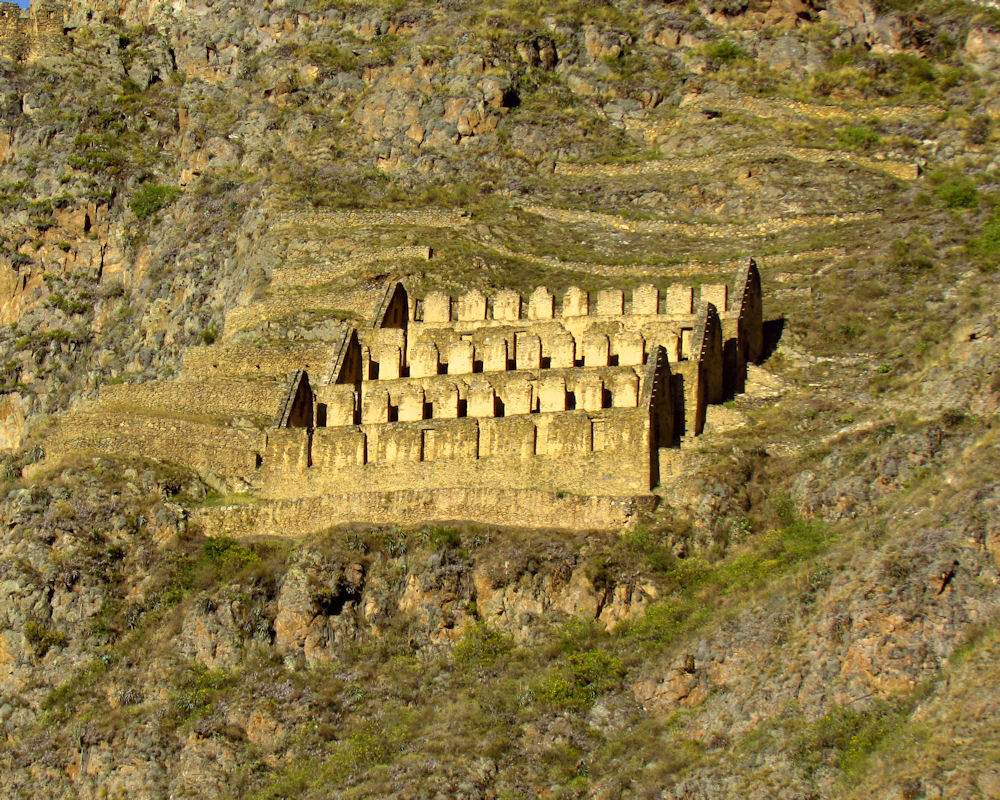
مجمع من 27 كوللكا فوق أولانتايامبو, بيرو

و قد شيدت أعداد كبيرة من الكوللكا بالقرب من المراكز الحكومية الكبيرة، المزارع، المعابد، والمبانى التابعة الدولة. وكان يتم بناء الكوللكا في كل حصن على بعد حوالى 22 كيلومتراً (14 ميل) من بعضها البعض على طول العديد من الطرق الملكية التي يبلغ طولها 40000 كيلومتر (25000 ميل). تم استخدام الكوللكا في المقام الأول لتزويد مسؤولي الإنكا والجيوش أثناء التنقل فقد إعتمدواعلى المواد الغذائية المخزنة بدلاً من البحث عن الطعام -أو حرمان المزارعيين من محاصيلهم- وكانت هذه هي الوسيلة الشائعة التي إعتمدتها الجيوش حول العالم لتوفير احتياجاتها حتى العصر الحديث بإستخدامها للمواد المخزنة وخاصة الطعام، للأعياد الاحتفالية التي كانت جزءاً هاماً من العلاقة بين الحكام ورعاياهم. كما تم توزيع الغذاء على الشعب في حالة فشل المحاصيل أو نقص الغذاء.

## المنتجات المخزنة

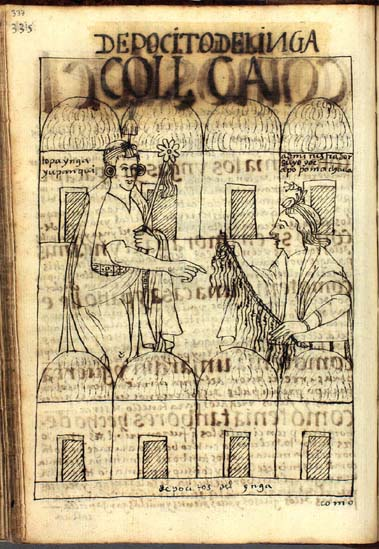
الكوللكا (مستودعات الإنكا) بواسطة غوامان بوما

تباينت المنتجات المخزّنة في الكوللكا من منطقة إلى أخرى في إمبراطورية الإنكا وذلك اعتمادا على الإنتاج المحلي لكل منطقة. في هوانوكو بامبا شمال وسط بيرو، والتي كانت منطقة إدارية ومخزن كبيراً في الإنكا، كان يتم استخدام ما بين 50 إلى 80 في المائة من الكوللكا لتخزين البطاطا المجففة وغيرها من المحاصيل الجذرية. وتم تخصيص من 5 إلى 7 في المائة فقط من الكوللكا لتخزين الذرة، وربما تم ذلك لأن الارتفاعات العالية والمناخ البارد يحدّان من الإنتاج المحلي للذرة. وقد تم وضع المحاصيل الجذرية مع القش والتراب للتخزين. كما تم قصف الذرة وتخزينها في جِرار كبيرة.
كانت المنتجات الزراعية الإضافية المخزنة في القلاع تتكون من الكينوا والفاصولياء والخضراوات الأخرى واللحم المقدد والبذور، وتشمل السلع غير الزراعية المخزونة المنسوجات والملابس والصوف والقطن والريش (المستخدمة في الملابس) بالإضافة للأدوات، الأسلحة، الأوانى الذهبية والفضية والمقتنيات الثمينة. وقد تم تدوين المواد المخزونة في الكيبو، وهو جهاز كان يستخدمه شعب الإنكا لتسجيل المعلومات، ويتكون من خيوط ملونة متنوعة معقودة بطرق مختلفة. ولقد أظهر شعب الإنكا شغفا كبيراً بالتخزين حيث قام أحد الأسبان بوصف العديد من مبانى الكوللكا التي تم تشييدُها بكوزكو عاصمة إمبراطورية الإنكا قائلاً: «هناك مخازن مليئة بالبطانيات والصوف والأسلحة والمعادن والملابس وغيرها من المصنوعات.... وهناك مخزن يحتوى على أكثر من 100 ألف طائر مجفّف، حيث يتم استخدام ريشها في صناعة الملابس... كما يوجد عوارض لدعم الخيام، سكاكين، وغيرها من الأدوات؛ والصنادل والدروع لأهل الحرب بكميات هائلة يعجز العقل عن تخيلها».    كان النظام الاقتصادي  لإمبراطورية الإنكا يعتمد إلى حد كبير على إعادة التوزيع. «يبدو أن إمبراطورية الإنكا قد مَولت نفسها في المقام الأول من خلال القيادة الإدارية المباشرة للأراضي، العمل وأنظمة التخزين، وليس من خلال نظام تبادل السوق». وبموجب نظام ميت، كان مطلوبًا من المواطنين المساهمة في العمل على تخزين المواد لصالح الإمبراطورية والإنتاج الناتج من الأغذية والمنسوجات وغيرها من السلع يتم تخزينه من قبل الدولة ليتم توزيعها فيما بعد حسب الحاجة. وقد تم تخزين المنتجات الزراعية مثل الذرة والكينوا لمدة عام أو عامين كما تم تخزين المنتجات المعالجة مثل البطاطس المجففة بالتجميد واللحوم المجففة لفترة تتراوح بين 2-4 سنوات. ومع ذلك، قال المؤرخون الأسبان الأوائل إنه تم تخزين بعض المنتجات لمدة تصل إلى 10 سنوات.